# 167-ма фольксгренадерська дивізія (Третій Рейх)
167-ма фольксгренадерська дивізія (Третій Рейх) (нім. 167. Volksgrenadier-Division) — піхотна дивізія народного ополчення (фольксгренадери) вермахту за часів Другої світової війни.

## Історія
167-ма фольксгренадерська дивізія сформована 17 жовтня 1944 року на навчальному центрі Доллершейм (нім. Trüppenübungsplatz Döllersheim) у 17-му військовому окрузі в Нижній Австрії шляхом переформування 585-ї фольксгренадерської дивізії та включення до її складу залишків розформованої 17-ї авіапольової дивізії. У грудні 1945 року після тренувань у Словаччині дивізію передислокували на Західний фронт до Бельгії. Брала участь у битві на Виступі, де зазнала величезних втрат у боях проти американської 3-ї армії. Вцілілі залишки з'єднання знищені у Рурському «мішку» у квітні 1945 року. Рештки, що вийшли з оточення пішли на доукомплектування піхотної дивізії «Шарнгорст».

## Райони бойових дій
- Австрія, Словаччина (жовтень — грудень 1944);
- Бельгія, Німеччина (Айфель) (грудень 1944 — січень 1945);
- Німеччина (Рур) (січень — квітень 1945).

## Командування

### Командири
- генерал-лейтенант Ганскурт Хокер (нім. Hanskurt Höcker) (17 жовтня 1944 — 4 квітня 1945)

### Підпорядкованість
| Час      | Корпус           | Армія            | Група армій (округ) | Штаб                |
| -------- | ---------------- | ---------------- | ------------------- | ------------------- |
| 1944     |                  |                  |                     |                     |
| листопад | навчальний центр | навчальний центр | навчальний центр    | Нижня Австрія       |
| грудень  | навчальний центр | навчальний центр | навчальний центр    | Словаччина          |
| 1945     |                  |                  |                     |                     |
| січень   |                  |                  | Група армій «B»     | Люксембург, Арденни |
| лютий    | XIII ак          | 7-ма А           | Група армій «B»     | Айфель              |
| березень | LIII ак          | 7-ма А           | Група армій «B»     | Айфель              |
| квітень  |                  |                  | Група армій «B»     | Рур                 |

### Склад
| 1944                                     |
| ---------------------------------------- |
| 331-й гренадерський полк                 |
| 339-й гренадерський полк                 |
| 387-й гренадерський полк                 |
| 167-й артилерійський полк                |
| 167-ма фузилерна рота                    |
| 167-й протитанковий дивізіон             |
| 167-й інженерний батальйон               |
| 167-ма рота зв'язку                      |
| 167-ме дивізійне управління забезпечення |